# Xenodiplosis laeviusculi
Xenodiplosis laeviusculi är en tvåvingeart som först beskrevs av Ewald Rübsaamen 1910.  Xenodiplosis laeviusculi ingår i släktet Xenodiplosis och familjen gallmyggor. Inga underarter finns listade i Catalogue of Life.